# 傅文光
傅文光（？—？），湖南湘阴人，是一名清朝政治人物。

## 生平
傅文光曾于光绪七年接替联兴任龙岩州知州一职，光绪七年由善昌接任。